# Targoszów
Targoszów – wieś w Polsce położona w województwie małopolskim, w powiecie suskim, w gminie Stryszawa. W latach 1975–1998 miejscowość administracyjnie należała do województwa bielskiego.

## Części wsi
| SIMC    | Nazwa       | Rodzaj    |
| ------- | ----------- | --------- |
| 0070532 | Brańkówka   | część wsi |
| 0070549 | Ćwiękałówka | część wsi |
| 0070555 | Jurczakówka | część wsi |
| 0070561 | Paczkówka   | część wsi |
| 0070578 | Pagórek     | część wsi |
| 0070584 | Płonkówka   | część wsi |
| 0070590 | Pod Lasem   | część wsi |
| 0070609 | Podbucznik  | część wsi |
| 0070615 | Sikorówka   | część wsi |
| 0070621 | Snakówka    | część wsi |
| 0070638 | Stawiakówka | część wsi |

## Położenie
Targoszów położony jest w dolinie potoku Targoszówka oraz na południowych zboczach Leskowca (918 m) i Czarnej Góry (808 m) w Beskidzie Małym. Z Targoszowa roztacza się panorama na najwyższe partie Beskidu Żywieckiego Grupę Romanki i Pilska, Pasmo Jałowieckie, Pasmo Babiej Góry i Policy, a także na Grupę Żurawnicy położoną już w Beskidzie Średnim. Wieś usytuowana jest w północnej części gminy Stryszawa, na pograniczu powiatów suskiego (w którym leży), żywieckiego i wadowickiego, a także na granicy dwóch województw: małopolskiego i śląskiego. Targoszów sąsiaduje z pięcioma miejscowościami: Kukowem, Lasem, Rzykami, Tarnawą Górną i Krzeszowem.
Miejscowość w całości leży w obszarze Parku Krajobrazowego Beskidu Małego. Przez Targoszów biegnie kilka znakowanych szlaków turystycznych, znajduje się tu również jedno z dwóch schronisk PTTK w Beskidzie Małym, położone kilkadziesiąt metrów poniżej szczytu Gronia Jana Pawła II.

## Opis miejscowości
W Targoszowie zachowało się stare drewniane budownictwo oraz przydrożne kapliczki.